# Coccomyxa morovi
Coccomyxa morovi is een microscopische parasiet uit de familie Myxidiidae. Coccomyxa morovi werd in 1907 beschreven door Léger & Hesse.